# Kurjanow (Kursk)
Kurjanow (russisch Курьянов) ist ein Weiler (chutor) in der Oblast Kursk in Russland. Er gehört zum Rajon Prjamizyno und zur Landgemeinde (selskoje posselenije) Artjuchowski selsowjet.

## Geographie
Der Ort liegt gut 28 km Luftlinie südwestlich des Oblastverwaltungszentrums Kursk im südwestlichen Teil der Mittelrussischen Platte, 12 km südwestlich des Rajonverwaltungszentrums Prjamizyno sowie 2,5 km vom Sitz des Dorfsowjets – Artjuchowka und 60 km von der Grenze zwischen Russland und der Ukraine entfernt am Fluss Ditschnja (linker Nebenfluss des Seim).

### Klima
Das Klima im Ort ist wie im Rest des Rajons kalt und gemäßigt. Es gibt während des Jahres eine erhebliche Niederschlagsmenge. Dfb lautet die Klassifikation des Klimas nach Köppen und Geiger.

## Bevölkerungsentwicklung
| Jahr | Einwohner |
| ---- | --------- |
| 2002 | 24        |
| 2010 | ▼5        |

Anmerkung: Volkszählungsdaten

## Verkehr
Kurjanow liegt 21 km von der Fernstraße föderaler Bedeutung M2 „Krim“ (ein Teil der Europastraße E105), 2,5 km von der Straße regionaler Bedeutung 38K-010 (M2 „Krim“ – Iwanino, Teil der Europastraße E38), 1 km von der Straße interkommunaler Bedeutung 38N-214 (38K-010 – Werchnjaja Malychina) und 7 km von der nächsten Eisenbahnhaltestelle 439 km (Eisenbahnstrecke Lgow-Kijewskij – Kursk) entfernt.
Der Ort liegt 118 km vom internationalen Flughafen von Belgorod entfernt.